# Netelia atlantor
Netelia atlantor là một loài tò vò trong họ Ichneumonidae.